# Nomadul timpului
Nomadul timpului (titlu original A Nomad of the Time Streams) este o trilogie steampunk a scriitorului american Michael Moorcock. Ea cuprinde trei volume, revizuite ulterior de Moorcock pentru a forma o serie coerentă:
- Amiralul văzduhului (1971)
- Leviatanul terestru (1974)
- Țarul de oțel (1981)

Trilogia prezintă aventurile căpitanului Oswald Bastable din armata britanică edwardiană într-un secol XX alternativ.

## Intriga

### Amiralul văzduhului
Bastable este transportat din 1902 către un sfârșit de secolul XX alternativ în care puterile europene nu au purtat vreun război mondial și în care Marea Britanie, al cărei imperiu încă se întinde peste vechile colonii, este amenințată de dușmani teribili. Acești dușmani se dovedesc a fi popoarele colonizate care încearcă să își obțină independența, fiind susținute de sabotori vestici anarhiști și socialiști, care se opun propriilor lor societăți imperialiste, sub conducerea unui general chinez a cărui țară încă se află sub control occidental și este devastată de război civil.

### Leviatanul terestru
Bastable vizitează un 1904 alternativ în care majoritatea lumilor occidentale au fost devastate la trecerea în noul secol de un război scurt și teribil, purtat cu aparate futuriste și arme biologice. În această lume alternativă, un Attila afro-american cucerește rămășițele națiunilor occidentale, ruinate de război. Singurele națiuni care rămân stabile, în afara Imperiului african Ashanti, este Federația izolaționistă Australo-Japoneză, care se opune imperiul, și prospera Republică Marxistă Bantustan. Bantustanul este echivalentul Africii de Sud din lumea noastră, fiind condus de președintele de origine indiană Mahatma Gandhi; țara nu a cunoscut apartheid-ul sau ostilitățile dintre englezi și buri, fiind o națiune bogată, pacifistă, fără tensiuni rasiale.

### Țarul de oțel
Bastable este martorul unui 1941 alternativ, în care Marea Britanie și Germania au devenit aliate la începutul secolului și nu au avut loc nici vreun război mondial, nici Marea Revoluție din Octombrie. În lumea acestui Imperiu Rus, Bastable îl întâlnește pe rebelul Iosif Vissarionovich Dzhugashvili.

## Stil și teme
Într-o manieră postmodernistă ironică, dar folosind strict limbajul scrierilor secolului al XIX-lea, Moorcock explorează temele rasismului, imperialismului, politicilor socialiste și anarhiste, precum și impactul tehnologiei în nașterea genului steampunk, la care a contribuit din plin această trilogie.

## Istoria publicării
În 1982, Science Fiction Book Club a publicar ediția omnibus The Nomad of Time, care cuprinde toate cele trei romane. Ulterior, ea a fost publicată sub numele de A Nomad of the Time Streams în edițiile Millennium din 1992 și White Wolf, Inc. din 1995. Pentru ediția din 1992 au fost rescrise părți semnificative ale seriei.